# Gecko Sector
Gecko Sector est un groupe allemand d'electro.

## Histoire
Gerrit Thomas, qui avait déjà connu le succès avec ses groupes Funker Vogt, Ravenous et Fusspils 11, forme Gecko Sector avec Stefan Winkel en 2006. Contrairement à Thomas, Winkel était surtout connu comme DJ. Le nom Gecko Sector est censé être une allusion à l'association de la composante musicale plutôt technique de la musique avec la partie organique et sombre du chant. Ainsi, le terme Sector fait référence à la plus petite partie adressable d'un support de stockage et Gecko à l'animal nocturne.
Fin 2010, une tournée de soutien avec And One a lieu, avec F.O.D. comme autre groupe de première partie. En 2012, le premier et jusqu'à présent unique album Enter sort sous le label Out of Line avec 12 titres.

## Style musical
La musique du groupe est considérée comme « adaptée aux clubs, accrocheuse et surtout aussi variée ». La réalisation sonore va de numéros de dancefloor technolâtres à des ballades en passant par des morceaux mid-tempo mélancoliques. Le groupe se situe comme un lien entre le synthpop-rétro et les styles de musique électronique contemporaines de la scène dark alternative.

« Il y a vraiment beaucoup de projets électro en ce moment, dont certains me plaisent beaucoup. D'un autre côté, il y a beaucoup de projets hard et d'un autre côté, beaucoup de choses plutôt pop. Nous comblons le vide entre les deux. C'est un mélange d'éléments rétro et de styles actuels. »

## Discographie
- 2012 : Enter (album, Out of Line)